# 마포초등학교
마포초등학교는 대한민국 전라북도 부안군 변산면 마포로 204-24 (마포리)에 있었던 초등학교이다.

## 연혁
- 1961년 3월 10일 변산국민학교 마포분교장 인가
- 1962년 4월 20일 마포국민학교로 승격
- 1984년 2월 28일 병설유치원 개원
- 1996년 3월 1일 마포초등학교로 교명 변경
- 1999년 9월 1일 변산초등학교로 통합